# Greenfield (Flintshire)
Greenfield è un centro abitato del Galles, situato nella contea del Flintshire, il paese sorge vicino alla foce del fiume Dee.

## Storia
Greenfield è stato un centro industriale di una certa rilevanza intorno al XIX secolo. Ospitava mulini, fabbriche tessili, fonderie e fabbriche di carta. Tutte queste industrie erano alimentate grazie alla Greenfield Valley, un sistema di ruscelli e cascate.
La storia di questo passato industriale è conservata nel Greenfiled Valley Heritage Park, che ospita musei e fabbriche ormai in rovina.

## Luoghi d'Interesse
- Greenfield Valley Heritage Park è una vasta area verde, che presenta sentieri, laghetti rovine industriali.
- Estuario del Dee. Poiché questo centro abitato sorge vicino alla foce del fiume Dee, è presente una zona protetta per proteggere la fauna del luogo.